# 特夫特 (印地安納州)
特夫特（英語：Tefft）是位於美國印地安納州傑斯帕縣的一個非建制地區。該地的面積和人口皆未知。